# Могилянский, Николай Кириллович
Николай Кириллович Могилянский (21 марта 1877, Прилуки —  17 июля 1966, Кишинёв) — биохимик растений (виноделие), микробиолог (спиртовое брожение), специалист по прикладной ботанике (виноград, плодовые, лекарственные, пищевые и технические растения). Заведующий кафедрой экономической географии Юга Украины в Одесском сельскохозяйственном институте.
Доктор технических наук с 1954 года, профессор.

## Биография
Родился 9 (21) марта 1877 года в Прилуках Полтавской губернии Российской империи (теперь Черниговской области Украины). В 1899  году окончил среднее Бессарабское училище виноделия, затем Гайзенхаймскую высшую школу плодоводства, виноградства и виноделия.
- В 1902—1903 годах работал в дрожжевой лаборатории Бессарабского училища виноделия в Кишинёве.
- В 1904 — 1908 годах в Одессе — химик-винодел Винодельческой станции русских виноградарей и виноделов, учёный секретарь комитета виноградарства Общества сельского хозяйства Южной России, редактор журнала «Виноградарство и виноделие».
- В 1908—1918 годах в Кишинёве — губернский земский виноградарь, учёный секретарь Кишиневского отдела Российского Общества плодоводства, редактор журнала «Бессарабское сельское хозяйство».
- В 1918—1924 годах снова в Одессе: заведующий кафедрой экономической географии Юга Украины в Одесском сельскохозяйственном институте; учёный секретарь Общества сельского хозяйства Южной России; директор Одесского училища садоводства и виноградарства; преподаватель виноделия в Институте прикладной химии и радиологии; директор Высших курсов по семенному делу Наркомзема и т.д.
- В 1924—1927 годах в Харькове: специалист Сельскохозяйственного научного комитета Украины, руководитель секции специальных культур, редактор журнала «Вестник виноградарства, плодоводства и овощеводства».
- В 1928—1933 годах в Ленинграде: учёный специалист Всесоюзного института растениеводства, заведующий секцией виноградарства и отделом плодоводства.
- В 1933—1935 годах в Мичуринске: профессор виноделия Института плодово-ягодных культур имени И. В. Мичурина .
- В 1934—1935 годах в Ленинграде — заведующий кафедрой хранения и переработки плодов и овощей Ленинградского плодоовощного института.
- В 1936—1938 годах в Анапе — заведующий Северо-Кавказским отделом Всесоюзного института винодельческой промышленности.
- В 1939—1943 годах в Москве — заместитель директора по научной части Центральной научно-исследовательской лаборатории «Росглаввино».
- В 1943—1952 годах — доцент Таджикского сельскохозяйственного института по кафедре химии и агрохимии, а также главный винодел Министерства пищевой промышленности Таджикской ССР в Сталинабаде. В 1945 году в Московской сельскохозяйственной академии имени К. А. Тимирязева защитил кандидатскую диссертацию по теме «Микробиологический контроль винодельческого производства» [2] .
- С 1952 года — старший научный сотрудник отдела технологии и микробиологии вина Института плодоводства, виноградарства и виноделия Молдавского филиала АН СССР.

Скончался в Кишинёве 17 июля 1966 года.

## Научная деятельность
Работы по виноградарству, виноградному и плодово-ягодному виноделию, микробиологии виноделия, плодоводству, климатологии, ботанике, агрономии. Разработал научные основы технологии плодово-ягодного виноделия. Изучил поведение дрожжевых рас различного происхождения в изменяющихся условиях первичного виноделия, выделил новые расы дрожжей, отвечающие требованиям виноделия, и другое. Автор более 150 научных работ. В частности:
- Плодовое и ягодное виноделие. — Москва, 1954;
- Брожение вина и чистые культуры дрожжей. — К., 1959;
- Уксусные бактерии и скисание вина: Уксусное скисание вина, способы его предупреждения и лечения. — К., 1960;
- Обзор плесневых и других грибов, имеющих значение для виноделия. — Тр. / Молд. НИИСВиВ, 1966, т. 12.

Перевел ряд капитальных работ по виноградарству и виноделию зарубежных авторов (М. Майер-Оберплан, Г. Троост, Ж. Риберо-Гайон, Г. Шандерль и др.).

## Отличия
- Заслуженный деятель науки и техники Молдавской ССР (1957);
- орден Трудового Красного Знамени,
- орден «Знак Почёта» .